# 集集鎮

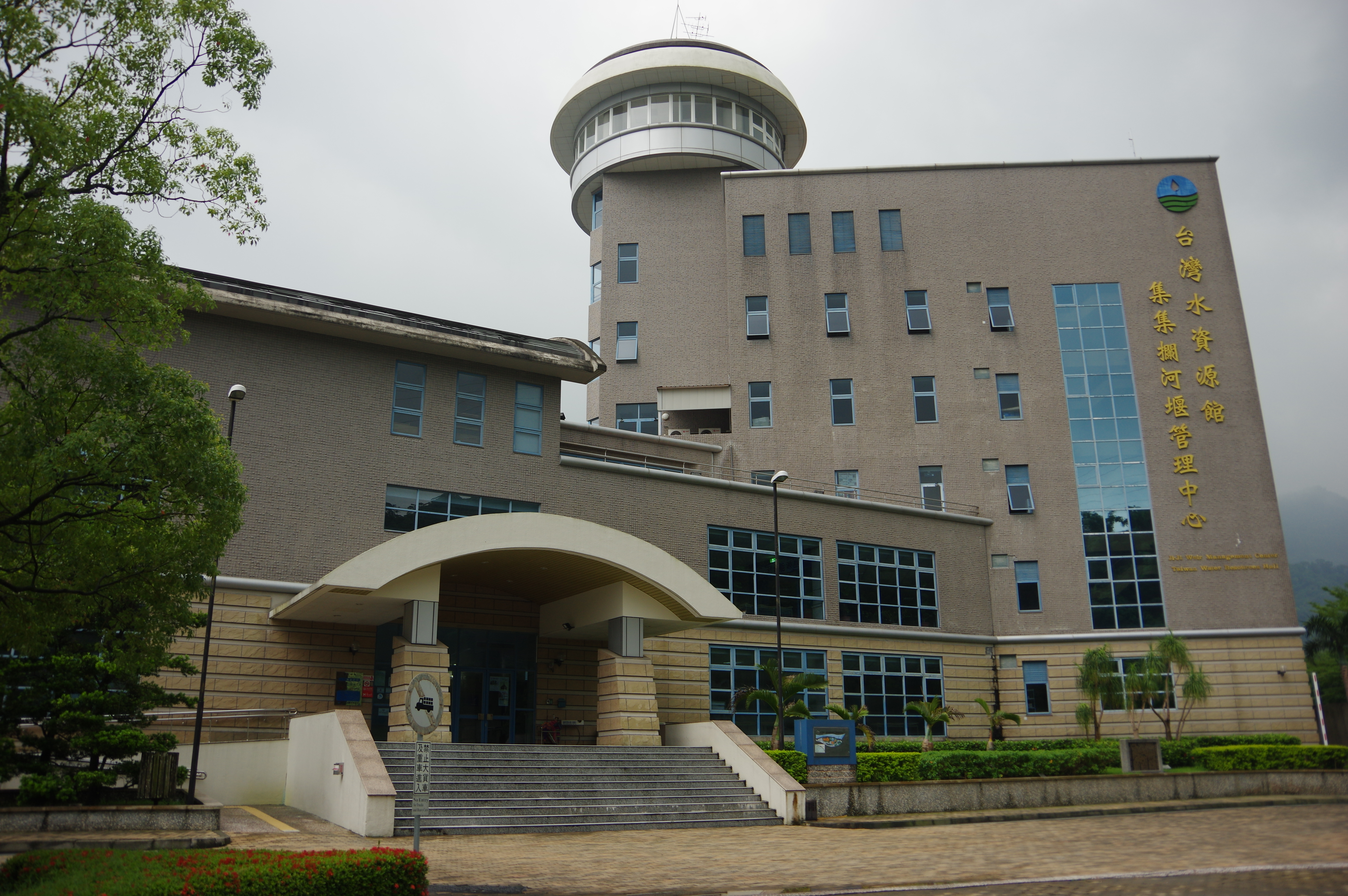
台湾水資源館（集集堰管理センター）

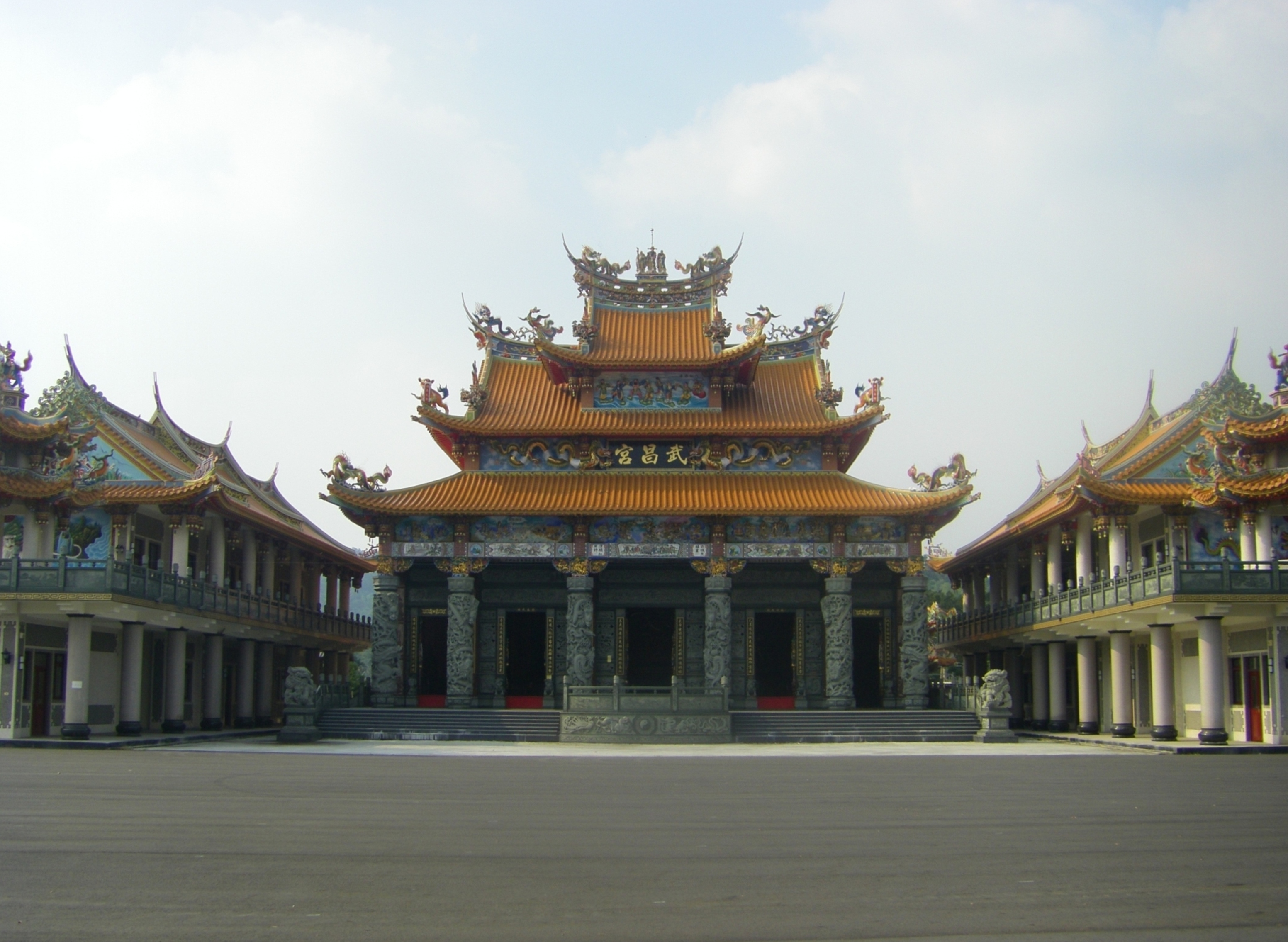
武昌宮

集集鎮（ジージー/しゅうしゅう-ちん）は台湾南投県の鎮。台湾でもっとも小さい行政区のひとつである。台中市に近く、自然が豊かで美しく、集集駅には日本時代の古い木造駅舎も残されていることなどから、人気の観光スポットのひとつになっている。旧正月のランタン祭りも有名。台湾最大湖の日月潭にも近い。

## 地理
町の南を濁水渓が横切っている。土地は海抜230mで、標高1392mの山をはじめ、周囲を山で囲まれている。台湾最高峰の玉山（日本統治時代は富士山より高いことから新高山と呼ばれた）の北方の長い尾根のふもとに位置し、登山口としても知られている。

## 歴史
- 台湾原住民はこの地を「チブチブ」と呼んでいた。
- 1771年から中国の漳州からの漢民族が多く住むようになった。
- 1895年に台湾の日本統治時代が始まると、樟脳の集積地として発展した。
- 1999年、当地を震源地とする921大地震が起こった。

## 行政区
| 里                                                                                     |
| -------------------------------------------------------------------------------------- |
| 集集里、和平里、林尾里、玉映里、呉厝里、隘寮里、田寮里、八張里、永昌里、富山里、広明里 |

## 歴代鎮長
| 代 | 氏名 | 任期 |
| -- | ---- | ---- |

## 教育

### 国民中学
- 南投県立集集国民中学

### 国民小学
- 南投県立永昌国民小学
- 南投県立和平国民小学
- 南投県立富山国民小学
- 南投県立集集国民小学
- 南投県立隘寮国民小学

## 交通
| 種別 | 路線名称 | その他        |
| ---- | -------- | ------------- |
| 鉄道 | 集集線   | 集集駅 龍泉駅 |
| 省道 | 台16甲線 |               |

## 観光
- 集集駅
- 集集大山
- 緑色隧道
- 開闢鴻荒石碣（中国語版）
- 大樟樹
- 集集攔河堰（中国語版）
- 集集広盛宮（中国語版）
- 特有生物保育中心
- 添興窯陶芸中心
- 明新書院（中国語版）
- 集集武昌宮（中国語版）
- 神仙瀑布（中国語版）
- 集集軍史公園（中国語版）